# Amics dels Jardins
Amics dels Jardins és una associació sense ànim de lucre fundada el 1947 amb l'objectiu de protegir i conservar els jardins, parcs, zones verdes i espais naturals de Catalunya d'especial interès botànic i paisatgístic. Actualment té uns 300 associats de totes les edats, ja que l'àmbit d'actuació és local i comarcal.
Ha realitzat una important tasca de difusió a través de cursets, conferències, visites, campanyes, etc. També col·labora en exposicions i fires i edita o patrocina publicacions. Va organitzar el concurs Catalunya en Flor el 1987 i el 1995. La seva seu havia estat a Gran Via de les Corts Catalanes, 682 de Barcelona. El 1998 li fou atorgada la Creu de Sant Jordi.
La junta directiva fundadora va ser presidida per Luis Pons Tusquets i Pilar Mata de Basso, en fou la vicepresidenta. El tresorer era el Sr. Marqués d'Alfarràs, el secretari Noel Clarassó Serrat i, el vicesecretari, José Rovira Mans. La bibliotecària fou Luisa Garriga Biosca i, com a vocals, hi havia Delmir de Caralt Puig, Valentina Renart Gallard, Baró d'Esponella, Josep Mª Junyent Quintana, Enrique Gomis Tizon, Catalina Martorell Claramunt i Rosalia Rivière de Solano.